# میدامریکا انرژی
میدامریکا انرژی (انگلیسی: MidAmerican Energy) شرکت برق آمریکایی است، که در سال ۱۹۹۹ تأسیس شد و هم‌اکنون زیرمجموعه‌ای از شرکت برکشر هاتاوی انرژی می‌باشد‌.